# Banteay Srei
Banteay Srei (Khmer ប្រាសាទបន្ទាយស្រី) ist eine hinduistische Tempelruine in der Region Angkor der kambodschanischen Provinz Siem Reap. Der auf Grund seiner Ornamentik als einer der kunstvollsten geltende Tempel wurde Mitte des 10. Jahrhunderts erbaut. Banteay Srei liegt rund 23 Kilometer nordöstlich des Angkor Wat und 28 Kilometer nordöstlich des Zentrums der Stadt Siem Reap am oberen Siem-Reap-Fluss.

## Beschreibung

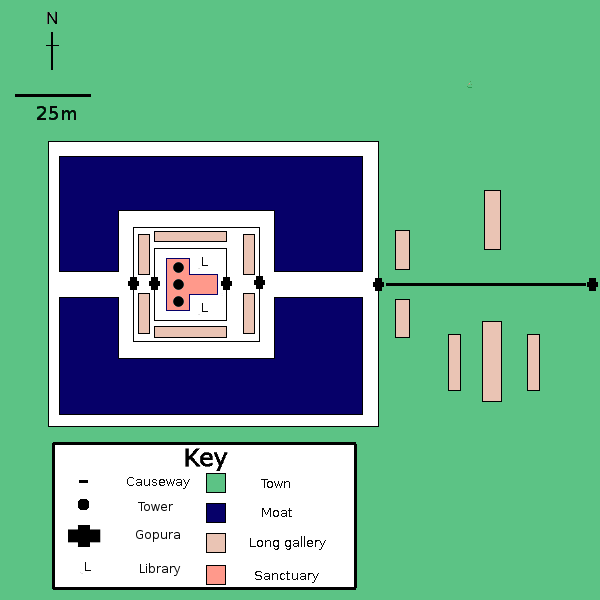
Lageplan

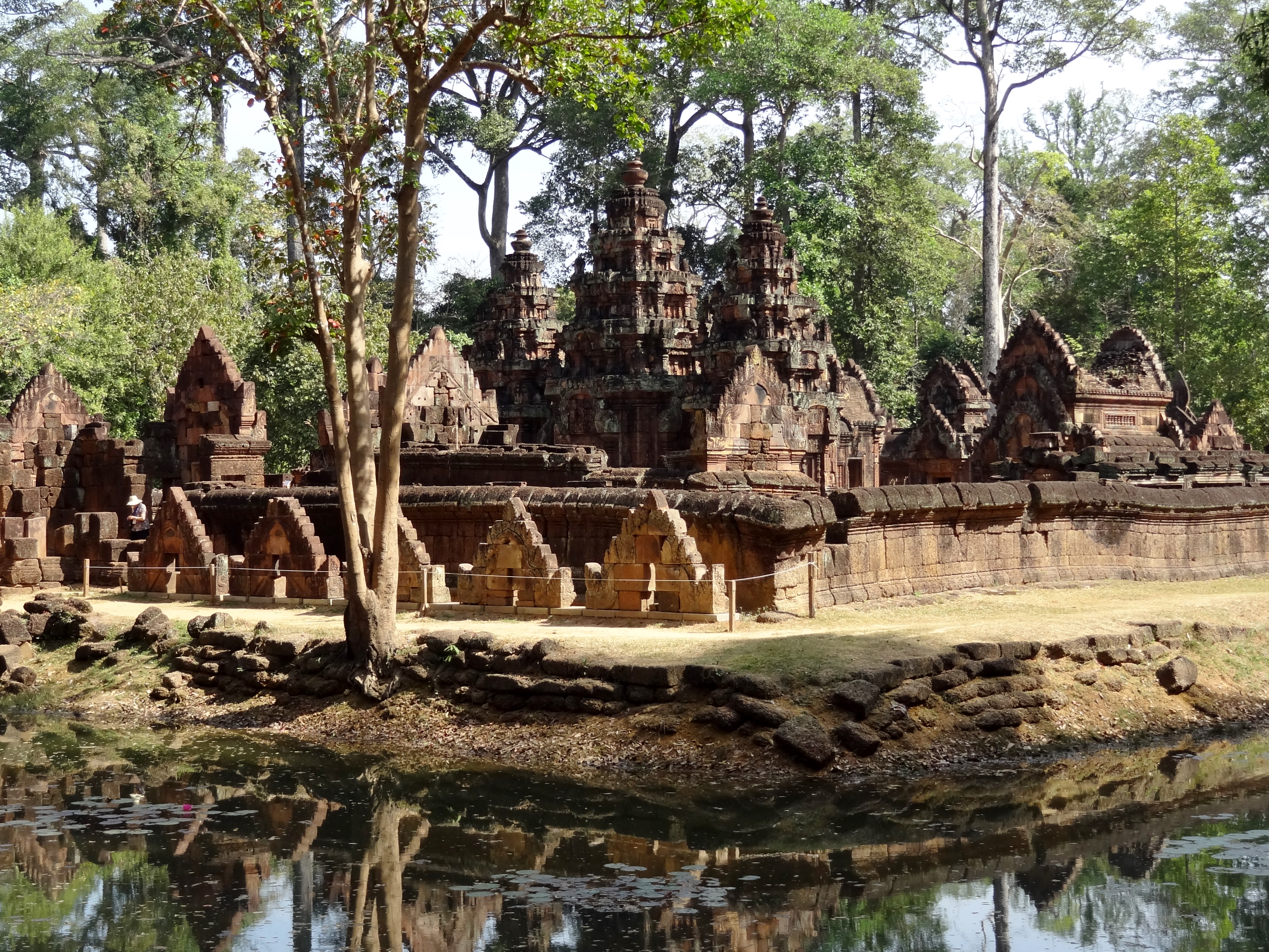
Tempelruine von Südwesten

Die Gesamtausdehnung der Tempelanlage beträgt vom Gopuram im Osten, dem Eingangspavillon, bis zum westlichen Gopuram im dritten, äußeren Mauerring 200 Meter. Da der östliche Gopuram am Eingang uneingefasst ist und es keine Hinweise auf einen vierten Mauerring gibt, gehen einige Forscher von einer ehemaligen hölzernen Palisade aus, andere von einem freistehenden Propyläum.
Vom Eingang führt ein 67 Meter langer Prozessionsweg, der von Arkaden und Querpavillons beidseitig flankiert war, zum Gopuram der Ostseite des äußeren von drei Mauerringen, die den Tempel rechteckig umschließen. Der äußere Mauerring aus Laterit, der den Tempelteich einfasst, ist in Ost-West-Richtung 100 Meter und von Nord nach Süd 95 Meter lang.
Der mittlere Mauerring am Ufer der künstlichen Insel, ebenfalls aus Laterit, umgibt einen 42 × 38 Meter großen Hof. Wie der äußere Mauerring, besitzt er im Osten und im Westen je einen Gopuram als Durchgang, wobei vom westlichen, einem einfacheren Ziegelbauwerk, nur wenig erhalten ist. Auch vom inneren Mauerring aus Ziegelsteinen, mit einer Seitenlänge von 24 Metern, sind nur noch die Fundamente zu erkennen. Der für die inneren Bauten verwendete hochwertige rosa Sandstein lässt besonders detaillierte Ornamentik zu. Fast alle Wände der Gebäude im Tempelareal sind mit einem außergewöhnlich feinen Reliefdekor verziert. Plastisch herausgearbeitete Girlanden und Laubornamente wechseln mit kachelartigen skulptierten Platten ab.

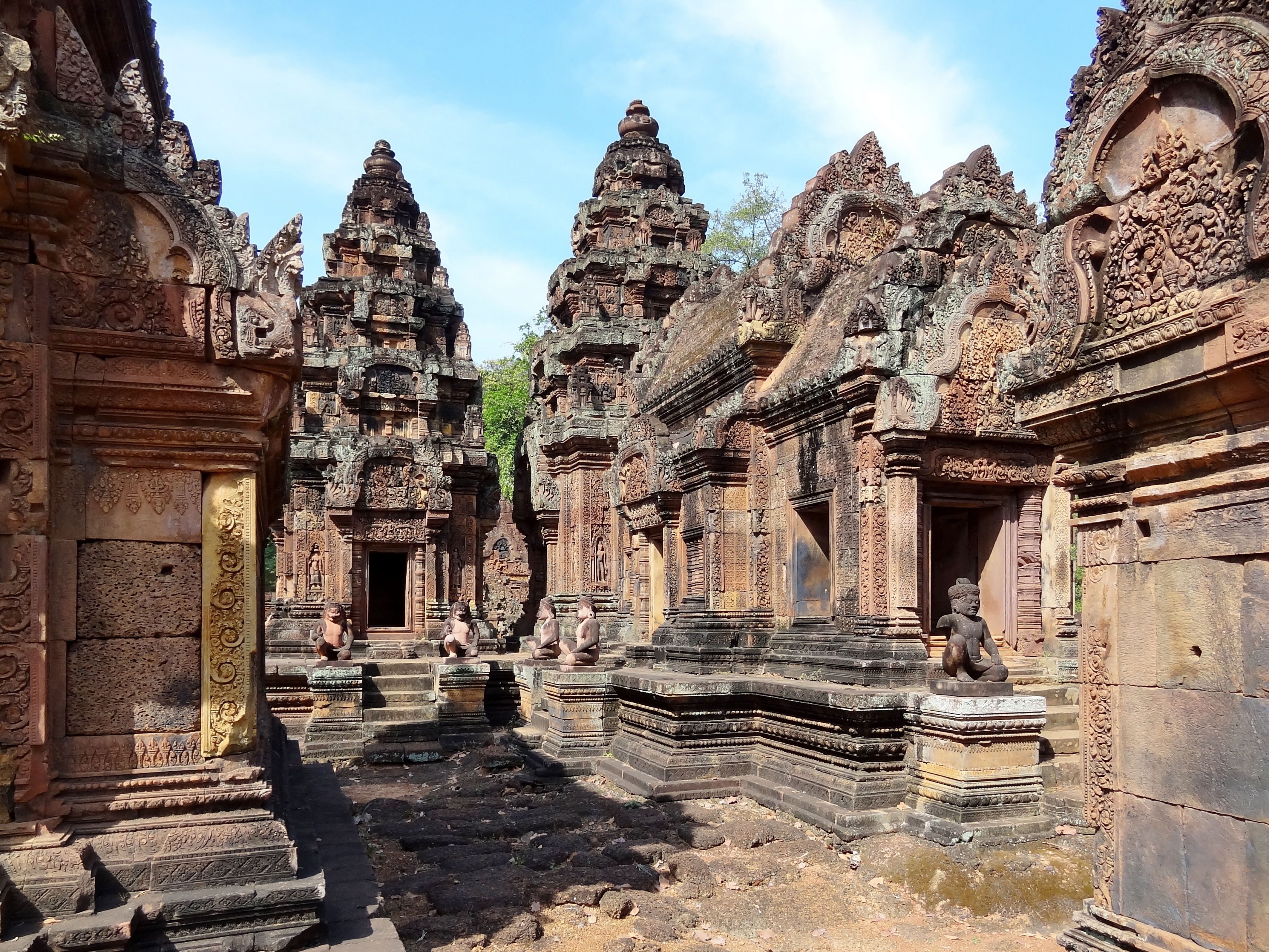
Mandapa vor dem zentralen Prasat und angrenzender südlicher Prasat

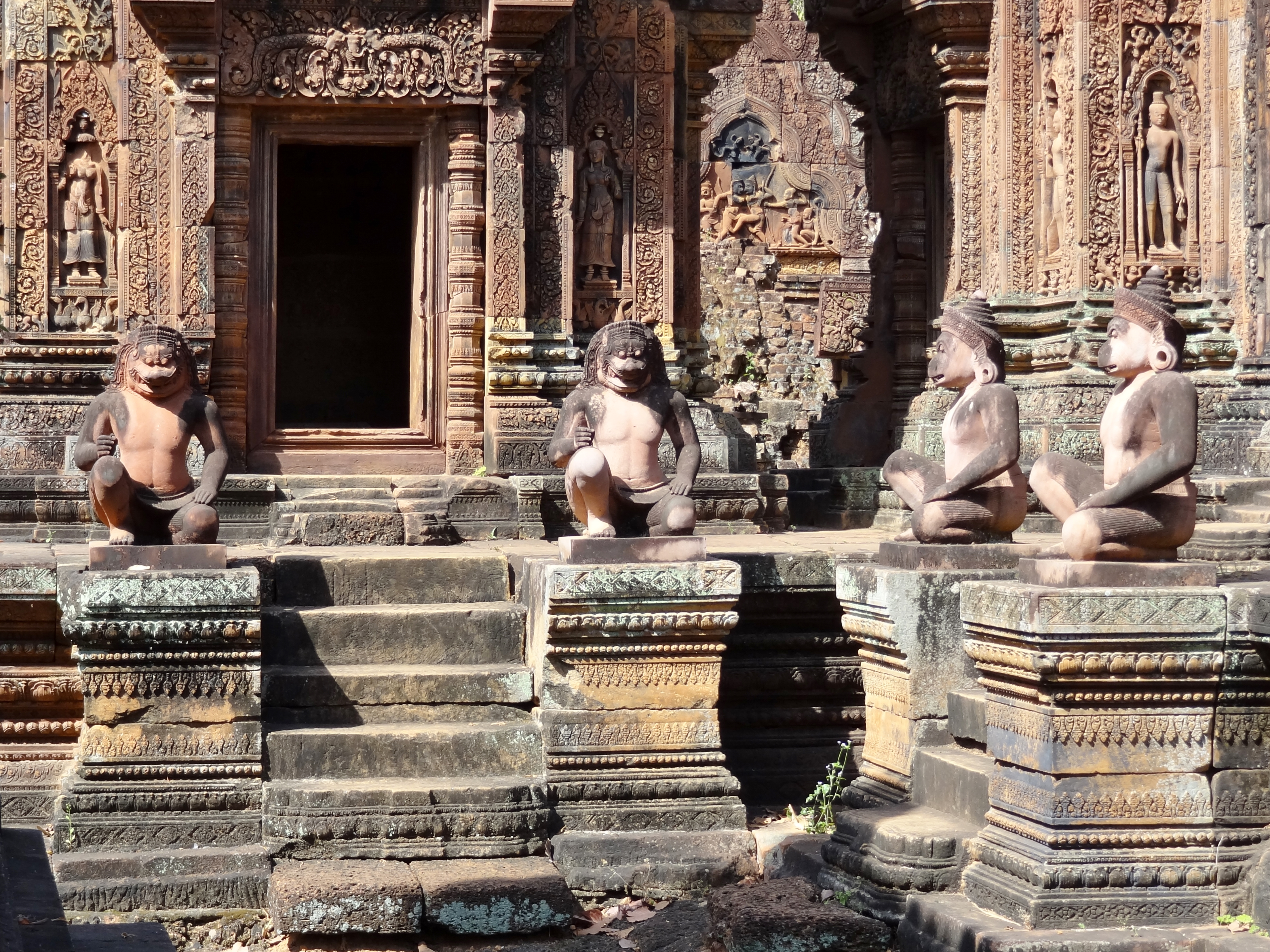
Wächterfiguren vor der Mandapa und dem südlichen Prasat

Im Zentrum der Anlage von Banteay Srei stehen drei Tempeltürme, Prasat genannt, nebeneinander auf einer T-förmigen, mit Friesen geschmückten Plattform, wobei dem zentralen, etwa 10 Meter hohen Turm eine Mandapa, ein pavillonartiger Vorbau mit Ziegeldach, vorgesetzt ist. Die den zentralen Prasat nördlich und südlich flankierenden Türme haben eine Höhe von etwas über 8 Metern. In zahlreichen Nischen stehen etwa 70 Zentimeter kleine Figuren: Devatas, Apsaras und Dvarapalas. Diese Kunstwerke sind so fein herausgearbeitet, dass sie eher wie geschnitzt anmuten als in Stein gemeißelt.
Der zentrale Prasat ist Tribhuvanamaheshvara, Shiva als großen Herrscher der drei Welten, der nördliche Vishnu und der südliche Shiva geweiht. Alle Tempeltürme besitzen neben den nach Osten ausgerichteten Eingängen je drei Scheintüren. Vor den Eingängen zu den seitlichen und der Mandapa des zentralen Prasat kauern mythische Yaksha-Wächter mit Löwen-, Affen- und Geistergesichtern auf Menschleibern, auf den Treppenmauern hocken Garudas. Nord- und südöstlich der Tempeltürme stehen zwei Gebäude aus Sandstein und einigen Laterit-Bauteilen, die als „Bibliotheken“ bezeichnet werden. Über ihren Tonnengewölben sind die Dächer mit Ziegelsteinen in Kragbauweise gedeckt.
Außergewöhnlich sind die Flachreliefs auf den Türstürzen und Portalgiebeln der Tempeltürme, „Bibliotheken“ und Gopura mit Darstellungen aus der hinduistischen Mythologie, insbesondere dem Ramayana. Die Tympana an den Giebeln der „Bibliotheken“ gelten als die schönsten der Khmerkunst.

## Geschichte
Der Tempel wurde während der Regentschaft von Rajendravarman II. (944–968) zu Ehren des Gottes Shiva errichtet. Auftraggeber waren die Brahmanen Yajnavaraha, Guru des späteren Königs Jayavarman V. (968–1001), und dessen jüngerer Bruder Vishnukumara, beide Enkel von Harshavarman I. und reiche Landbesitzer in der zu dieser Zeit Ishanapura genannten Region. Die Einweihung erfolgte am 22. April 967. Der ursprüngliche Name des Tempels lautete Tribhuvanamahesvara („Großer Gott der dreifaltigen Welt“) und bezog sich auf eine Manifestation Shivas in der hinduistischen Überlieferung. Der heute gebräuchliche Name Banteay Srei bedeutet „Zitadelle der Frauen“ bzw. „Zitadelle der Schönheit“.

Reliefs an verschiedenen Tempelbauten
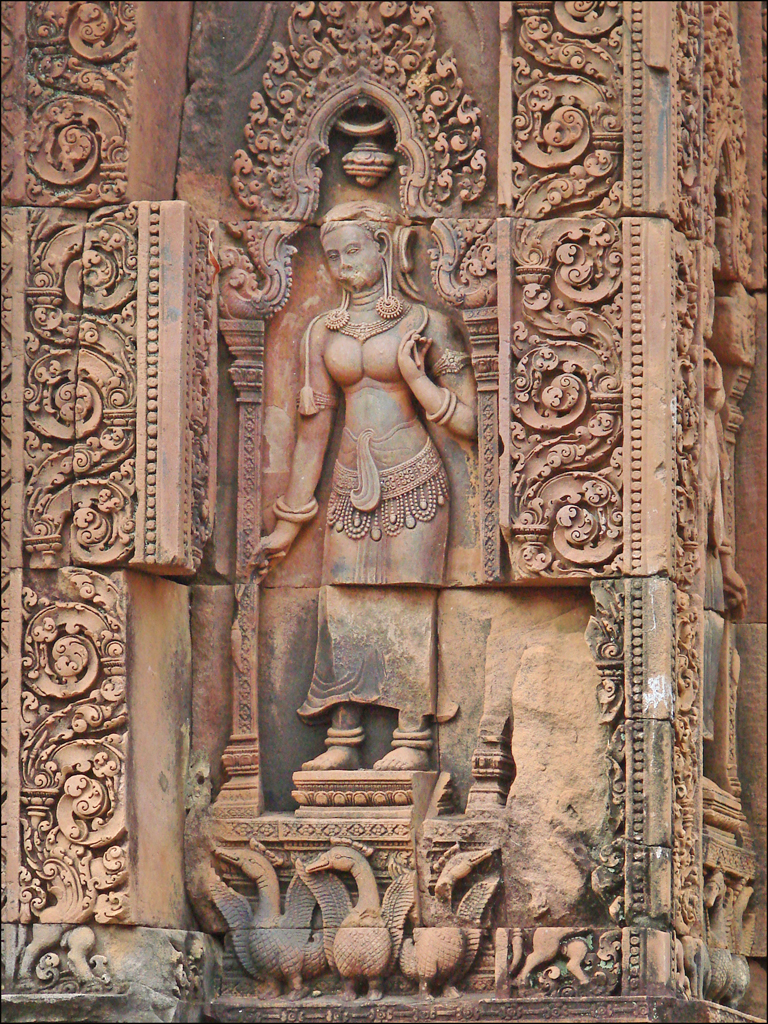
Darstellung einer Devi, stehend in einem Schrein
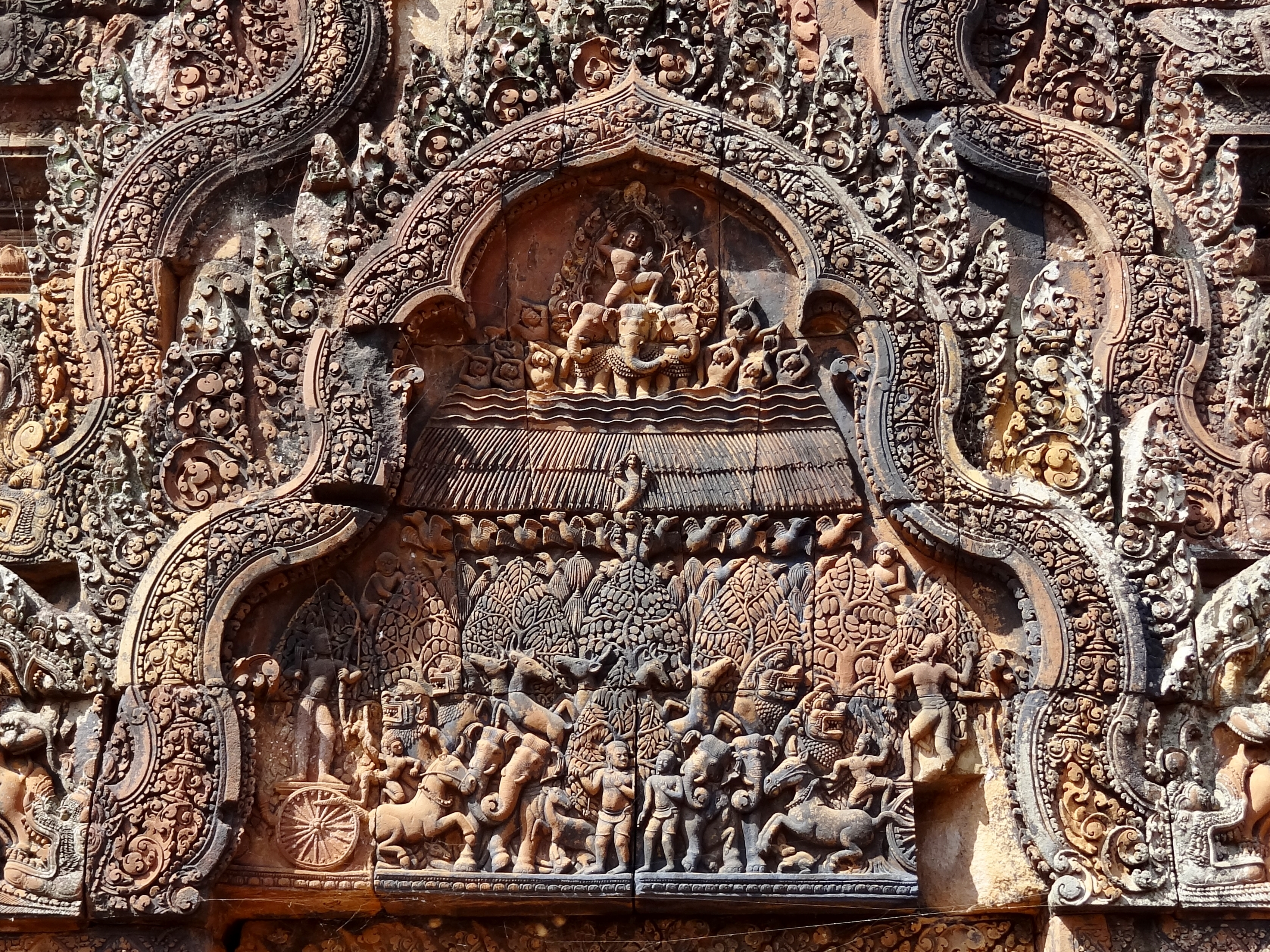
Indra (auf Airavata), Regen spendend, um eine Dürre zu beenden, unten die erfrischten Lebewesen
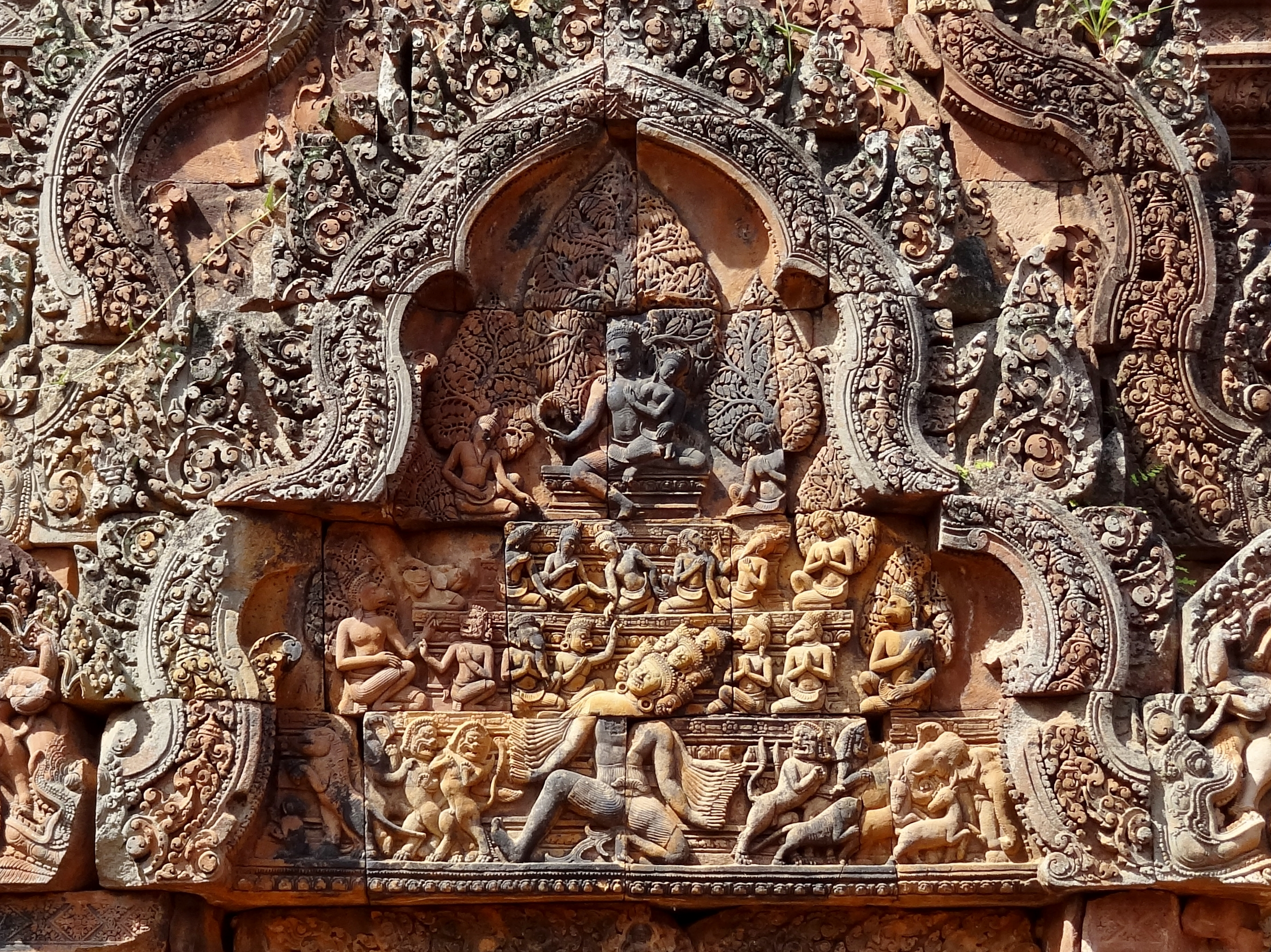
Shiva und Uma auf dem Berg Kailash, der Dämon Ravana rüttelt an dessen Grundfesten
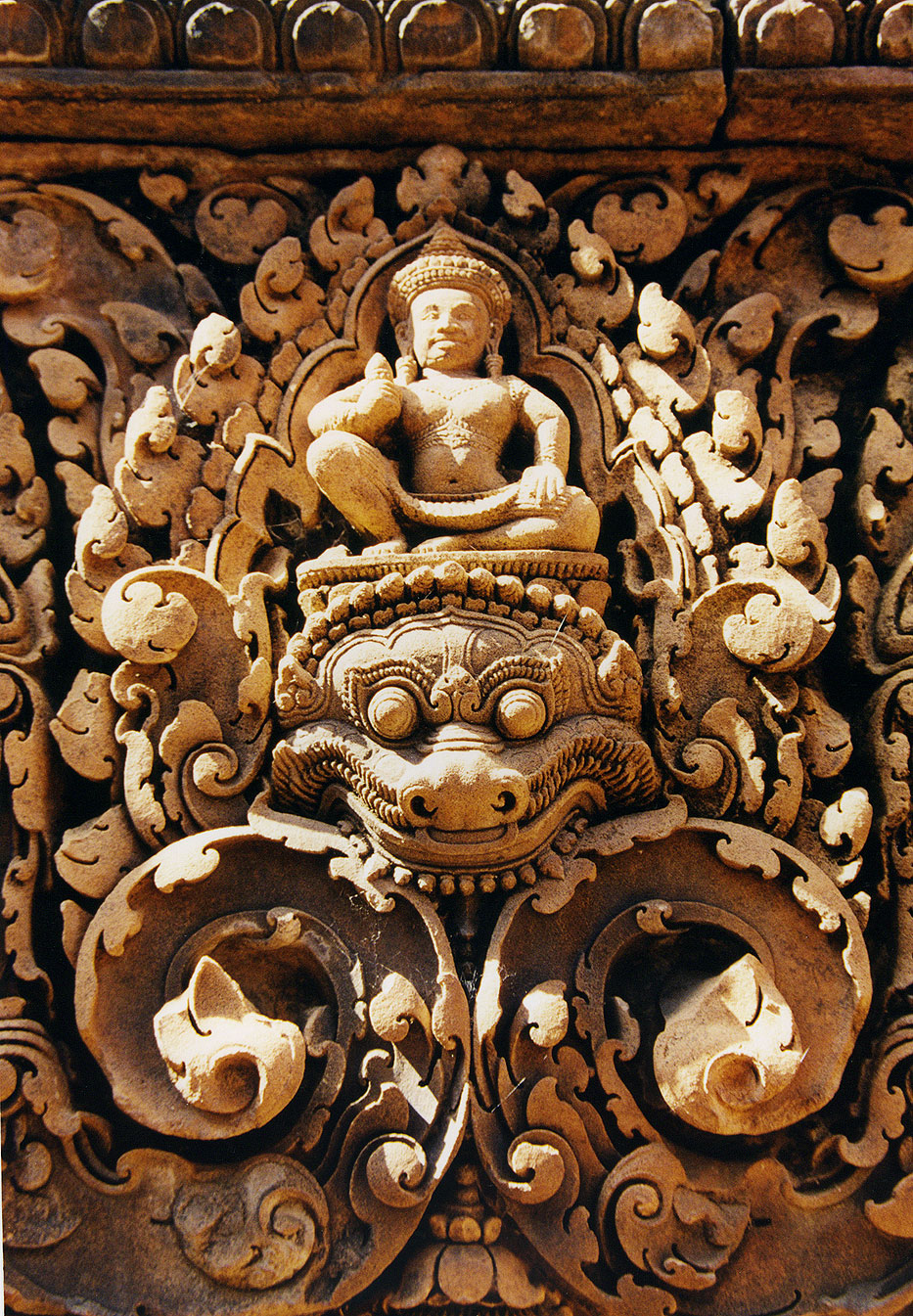
Ein Schutzwesen (vgl. Yaksha) auf dem Haupt einer mythologischen Kreatur (Kala, auch Rahu)

Im Jahr 1914 wurde der Tempel per Zufall von französischen Archäologen wiederentdeckt, die bereits seit längerem in der Region Angkor tätig waren. Für Aufsehen sorgte 1923 André Malraux mit dem Versuch, aus dem Banteay Srei herausgebrochene Skulpturen und Reliefs nach Phnom Penh und von dort aus Kambodscha, das damals als Teil von Französisch-Indochina noch unter französischer Kolonialherrschaft stand, nach Paris zu schaffen. Er wurde wegen Kunstraub verhaftet, vor Gericht gestellt und verurteilt. Die Haftstrafe von drei Jahren musste er jedoch nie absitzen, weil einflussreiche Intellektuelle in Frankreich zu seinen Gunsten interveniert hatten. André Malraux wurde nach dem Zweiten Weltkrieg Kulturminister in der Regierung von General Charles de Gaulle.
Von 1931 bis 1936 wurde der fast vollständig zerfallene Tempel unter der Leitung von Henri Marchal von der École française d’Extrême-Orient in aufwendiger Kleinarbeit mit den damals neuen Methoden der Anastilosis wiederaufgebaut. Seit 2004 wird der Banteay-Srei-Tempel mit finanzieller Unterstützung der Schweiz restauriert.